# Невзлин, Борис Исаакович
Бори́с Исаа́кович Не́взлин (17 ноября 1945, Луганск, СССР — 27 ноября 2022, Израиль) — советский и украинский учёный, инженер, доцент Восточноукраинского национального университета им. В. Даля, бывший президент Луганского отделения Международной Академии информатизации.

## Биография
Родители родом из Дубровно Витебской области: отец — Исаак Борисович Невзлин (1902—1950), мать — Шапиро Сара Соломоновна (1908—1991). Учился в школе СШ № 2 г. Луганска. Поступил в 1963 году в Ворошиловградский машиностроительный институт на факультет «Электрические машины и аппараты», специальность — инженер-электромеханик.
В 1964—1967 служил в 602-м ракетном полку в г. Тейково, дослужился до звания сержанта, в должности командира отделения двигательных установок стратегического расчета на жидком топливе.
В 1967 году вернулся в институт на тот же факультет и в 1971 году защитил диплом. В 1971 году начал работать младшим научным сотрудником кафедры Электрических машин и аппаратов и начал преподавать предмет «Электрические машины и электротехника».
В 1988 году защитил диссертацию на соискание степени кандидата технических наук (научный руководитель — Гороздовский Тадэуш Янушевич). Получил звание доцента кафедры электромеханики в сентябре 1991 года.
В марте 1995 года избран членом Международной академии информатизации. В 1996 году избран действительным членом Международной академии информатизации, в рамках которой работал над проектом постановления ВИФ-2000. В 1999 года награждён международной премией имени академика Ю. Б. Харитона. В ноябре 2000 года присвоено высшее международное звание «Выдающийся доцент ХХ столетия».
Борис Невзлин являлся специалистом в электрических аппаратах, разработчиком электромагнитных железоотделителей и асинхронных двигателей. В том числе он исследовал методы магнитного разделения сыпучих металлов.
За время работы в Восточноукраинском национальном университете им. В. Даля им было написано более 200 научных работ и запатентовано большое количество изобретений. Под его руководством защищены 5 научных работ на звание кандидата технических наук. С 2014 года проживал в семьей в Израиле.

### Семья
Жена — Невзлина Евгения Григорьевна род. 7 сентября 1946, Луганск, Украина, инженер. Невзлина Зинаида Борисовна 19 августа 1980 года, режиссёр массовых мероприятий. Невзлин Анна Борисовна 11 августа 1982 год, историк, исследователь еврейского народа, руководитель проекта «Еврейские герои».

## Избранные работы
- Загирняк М. В., Прус В. В., Невзлин Б. И. Оценка электрических машин и их серий с использованием функциональных зависимостей параметров от обобщенного линейного размера // Технічна електродинаміка. — 2013.
- Загирняк М. В., Невзлин Б. И., Зайдан М., О целесообразности введения параметра «коэффициент потерь мощности» в теории и практике электрических аппаратов // Вісник Східноукраїнського національного університету. — 2003.
- Загирняк М. В., Невзлин Б. И., Дьяченко Ю. Ю. Функциональная взаимосвязь массогабаритных и энергетических параметров электрических аппаратов. Часть 2. Получение зависимостей энергетических и электромагнитных параметров от линейных размеров электрических аппаратов // Известия вузов. Электромеханика. — 2009.
- Функциональная взаимосвязь параметров и критерии рационального выбора электрических аппаратов / М. В. Загирняк, В. В. Прус, Б. И. Невзлин // Електротехніка і електромеханіка. — 2014. — № 3. — С. 20-30.
- Электрические машины [Текст]: учеб. пособие / М. В. Загирняк, Б. І. Невзлин. — К. : Восточноукраинский гос. ун-т. Ч. 3, 4: Ч. 3. Асинхронные машины. Ч. 4. Синхронные машины. — [Б. м.] : [б.в.], 1996. — 196 с. -ISBN 5-7763-9415-5
- Ерошин С. С., Невзлин Б. И., Брешев В. Е. Исследование условий устойчивого равновесия кольцевого ротора во вращающемся силовом поле // Праці Луганського відділення Міжнародної Академії інформатизації. — Луганськ: Вид — во СНУ ім. В.Даля, 2004. — № 2(9). — С. 81-87.
- Невзлин Б. И. Расчет диэлектрической проницаемости и электропроводности пористого материала / Б. И. Невзлин, Н. П. Головачев // Вестник Нац. техн. ун-та «ХПИ» : сб. науч. тр. Темат. вып. : Техника и электрофизика высоких напряжений. — Харьков : НТУ «ХПИ», 2009. — № 39. — С. 119—124.
- Stohastic model of some mechanical processes in granular material on the belt conveyer [Текст] / Yu. A. Branspiz, B. I. Nevzlin, G. A. Burtseva., M. V. Zagirnyak // Abstarcs of XVI-th Symposium «Vibration in physical systems». — Blazejewko., 1994. — P. 347—348.
- Improved strontium ferrites for electric machines [Текст] / L. N. Tuilchinsky, V. M. Letschinsky, B. I. Nevzlin, M. V. Zagirnyak // Proceedings of 33-rd International Symposium on Electrical Machines. Permanent Magnet Electrical Machines. — Poznan, 1997. — P. 49 — 50.
- One- and multifrequency diode-capacitor bridges invariant with respect to amplitude of a supply voltage [Текст] / B .I. Nevzlin, Yu. Yu. Dyachenko, D. V. Polovinka, M. V. Zagirnyak // Proceedings of XVI-th Symposium «Electromagnetic phenomena in nonlinear circuits». — Krakow, 2000. — P. 183—185.
- Nevzlin B.I. Extension of Boundaries of Dependences of Power Parameters of Rotated Electrical Machines on Generalized Linear Size [Текст] / B. I. Nevzlin, M. V. Zagirneak // Proceedings of the 26-th International Conference on Fundamentals of Electrotechnics and Circuit Theory — IC-SPETO’2003. — Glivice-Niedzica. — 2003. — Vol 1. — P. 7-8.. Perfection of remote control of induction motors heat conditions [Текст] / B I. Nevzlin, A. N. Demyanenko, A. I. Syrtcov, M. V. Zagirnyak // Proceedings of the 26-th International Conference on Fundamentals of Electrotechnics and Circuit Theory — IC-SPETO’2003. — Glivice : Niedzica, 2003. — vol. 2. — P. 427—429.
- Separating transformer generalized geometric size on components [Текст] / B. I. Nevzlin, A. N. Demyanenko, A. А. Al-Zureigat, M. V. Zagirnyak // Proceedings of the 26-th International Conference on Fundamentals of Electrotechnics and Circuit Theory — IC-SPETO’2003. — Glivice ; Niedzісаю — 2003 — vol. 2. — P. 435—437.
- Almashakben A. Specification for power-dimension relations for dynamic electrical machines [Текст] / A. Almashakben, B. Nevzlin, M. Zagirnyak // Праці Луганського відділення Міжнародної академії інформатизації. — 2004. — № 1 (8). — С. 16 — 34.
- Analysis of dependences of transformer energy parameters on generalized linear dimension [Текст] / B. I. Nevzlin, Y. Y. Dyachenko, A. M. Al-Zureigat [and other] // Book of Digests of the 16th International Conference on Electrical Machines. — Cracow, 2004. — vol.3. — P. 895—896.
- Nevzlin B. Duration of RC parameter control by high-frequency diode capacitance bridges [Текст] / B. Nevzlin, D. Polovinka, M.Zagirnyak // Proceedings of XVIII-th Symposium «Electromagnetic phenomena in nonlinear circuits». — Poznan, 2004. — P. 109—110.
- Nеvzlin B. Test of on-load induction motors operating conditions and parameters [Текст] / B. Nevzlin, O. Korotun, M. Zagirnyak // Przeglad Elektrotechniczny — 2004. — № 12. — P. 1250—1251.
- Interdependences of transformers efficiency and current on generalized linear dimension [Текст] / B. I. Nevzlin, Y. Y. Dyachenko, A. М. Al-Zureigat, M. V. Zagirnyak // Вісник Кременчуцького держ. політехн. ун-ту. — 2005. — Вип. 6 (35). — С. 73-75 .
- Investigation of dependences of transformer efficiency and current on generalized linear dimension [Текст] / B. I. Nevzlin, Y. Y. Dyachenko, A. M. Al-Zureigat [and other] // Materialy XV Sympozjum Srodowiskowe PTZE’2005"Zastosowanie electromagnetyzmu w nowoczesnych technikach i informatyce". — Warszawa, 2005. — P. 129—132.
- Nevzlin B. I. Calculation of RC parameter control duration by high-frequency diode capacitance bridges [Текст] / B. I. Nevzlin, D.V. Polovinka, M. V. Zagirnyak // Праці Луганського відділення Міжнародної академії інформатизації. — 2008. — № 2 (17).- С. 31 — 35.
- Nevzlin B.I. Computation of transient response in high-frequency diode capacitance bridges [Текст] / B.I. Nevzlin, D.V. Polovinka, M.V.Zagirnyak // Proceedings of the 2nd Symposium on Applied Electormagnetics -SAEM 2008. — Warszava ; Zamosc, 2008. — P. 207—211.

## Некоторые патенты
- Бесконтактный конвейерный влагомер[5]
- Асинхронный взрывобезопасный двигатель[6]
- Ротор асинхронного электродвигателя[7]
- Способ обогащения тонкоизмельченных сильномагнитных руд[8]
- Способ автоматического управления процессом гидроочистки[9]
- Система автоматического управления[10]
- Стабилизатор постоянного напряжения[11]
- Способ определения количества свободной воды в материале[12]